# Freyung
Freyung település Németországban, azon belül Bajorországban. Lakosainak száma 7263 fő (2023. december 31.). Freyung Hinterschmiding, Grainet, Waldkirchen, Ringelai, Hohenau, Mauth, Röhrnbach, Perlesreut és Ahornöd községekkel határos.

## Népesség
A település népessége az elmúlt években az alábbi módon változott:
| Lakosok száma | 730  | 974  | 1958 | 6235 | 6923 | 6955 | 7194 | 7166 | 7167 | 7263 |
|               | 1875 | 1900 | 1950 | 1975 | 2011 | 2013 | 2015 | 2018 | 2021 | 2023 |